# Процеси перекиду
Процеси перекиду - процеси зіткнення між квазічастинками в кристалах, при яких закон збереження імпульсу зберігається з точністю до вектора оберненої ґратки. 
{\displaystyle \hbar \mathbf {K} _{f}=\hbar \mathbf {K} _{i}+\hbar \mathbf {g} },
де {\displaystyle \hbar } - зведена стала Планка, {\displaystyle \mathbf {K} _{i}} - сумарний початковий хвильовий вектор усіх квазічастинок, {\displaystyle \mathbf {K} _{f}} - сумарний кінцевий хвильовий вектор усіх квазічастинок, {\displaystyle \mathbf {g} } - довільний вектор оберненої ґратки.
Процеси перекиду важливі, наприклад, для такого явища, як теплопровідність діелектриків. Завдяки цим процесам квазічастинки можуть розсіюватися при зіткненнях на великі кути.